# Argaeos II của Macedonia
Argaeos II của Macedonia (tiếng Hy Lạp: Ἀργαῖος Βʹ ὁ Μακεδών), là một người tranh đoạt ngôi vua của Macedonia. Ông cùng với sự hỗ trợ của người Illyria, đã lật đổ vua Amyntas III khỏi vương quốc của ông ta trong năm 393 trước Công nguyên và chiếm giữ ngai vàng được khoảng một năm. Với sự trợ giúp của người Thessaly, Amyntas III sau đó đã thành công trong việc lật đổ Argaeos II và phục hồi một phần vương quốc của mình.
Có lẽ là Argaeos,35 năm sau, vào năm 359 TCN, một lần nữa xuất hiện như là một người tranh đoạt ngai vàng. Ông đã thuyết phục người Athens hỗ trợ tuyên bố của mình nhằm ngồi lên ngai vàng của Macedonia, nhưng Philippos II, người vừa mới lên nắm quyền nhiếp chính vương quốc, đã thuyết phục được người Athens không hành động.
Với một lực lượng lính đánh thuê, một số kẻ lưu vong người Macedonia và một số quân Athens (những người được phép tham gia với người Macedonia bởi tướng của họ, Manlias), Argaeos đã tiến hành một nỗ lực để chiếm Aegae, nhưng bị đẩy lui. Trên đường thoái lui về Methone, ông đã bị chặn lại bởi Philippos, và bị đánh bại. Argaeos đã bị giết chết trong trận chiến hoặc là bị hành quyết ngay sau đó.